# Menhir von Seehausen
Der Menhir von Seehausen (auch „Götterstein“ oder „Langer Stein“ genannt) ist ein säulenförmiger Menhir aus quarzitischem grauem Sandstein, der in Seehausen, einem Ortsteil der Stadt Wanzleben-Börde im Landkreis Börde in Sachsen-Anhalt steht. Er wurde um 1800 bei Ausgrabungen an Grabhügeln entdeckt sowie im Jahr 1816 als ein Denkmal an seinem heutigen Standort aufgestellt. Der Menhir steht in Richtung Eggenstedt, an einem ansteigenden Feldweg, einen Kilometer vom See entfernt und ist der nördlichste Statuenmenhir in Deutschland.
Im Januar 2017 wurde der Menhir im Depot des Landesamts für Denkmalpflege und Archäologie Sachsen-Anhalt in Halle (Saale) eingelagert. Am ursprünglichen Standort wurde eine Kopie aufgestellt. Auch andere Menhire seiner Qualität hat man vorsichtshalber in Museen verbracht.

## Beschreibung
Der 2,25 m hohe halb-anthropomorphe Menhir – an dem sich eine Thingstätte befunden haben soll – gilt als der einzige figürlich verzierte Menhir in Mitteldeutschland, der frei im Gelände steht. Ebenso wie die Statuenmenhire von Dingelstedt, Langeneichstädt, Pfützthal und Schafstädt wird der Stein aufgrund seiner Darstellung mit Personenattributen in der wissenschaftlichen Literatur als menschenähnliche Figur – Mensch oder Gottheit – gedeutet. Urnenfunde weisen zudem darauf hin, dass an dem Ort Begräbnisse stattgefunden haben.
Der stark angewitterte Stein mit ovalem Querschnitt weist Petroglyphen auf, von denen sehr genaue Abbildungen existieren. Sie zeigen einen Kreis, ein breites Beil mit Stiel und eine Schärpe. Die älteren Zeichnungen lassen noch Teile eines verzierten Gürtels erkennen.
Die gegenwärtige Archäologie Mitteldeutschlands interpretiert die Doppellinie direkt unter dem Kreis in Gesichtshöhe als Bogen und sieht an der rechten Körperseite eingeritzte Vertiefungen als Fersenteile von Sandalen an. Vergleichbare Menhire mit Personenattributen und Sandalenabdrücken sind – so sehen es die mitteldeutschen Archäologen – bereits aus dem Schwarzmeergebiet bekannt, die offenbar als Vorbild für den Statuenmenhir aus Seehausen gedient haben. Anhand der eingeritzten Motive wird der Menhir von den Archäologen heute in die spätneolithische Schnurkeramische Kultur (ca. 2.800–2.200 v. Chr.) datiert.
Andere vergleichende Deutungen der wenigen eingeritzten Motive im Bereich der deutschen Archäologie führten zu einer Auffassung des Statuenmenhirs als Fruchtbarkeitsgöttin, das Ensemble eingeritzter Motive wurde hierbei dem Umkreis der Bernburger Kultur zugeordnet und das Gebiet am Hohen Holz als die nördliche Randzone dieser Kultur bestimmt.

## Filme
- Die Welt der Himmelsscheibe: Die Statuenmenhire von Seehausen und Dingelstedt | Museum exklusiv. Landesmuseum für Vorgeschichte Halle. In: YouTube. 15. Dezember 2021, abgerufen am 16. Mai 2023.